# Carretera Estatal de Idaho 13
La Carretera Estatal de Idaho 13, y abreviada SH 13 (en inglés: Idaho State Highway 13) es una carretera estatal estadounidense ubicada en el estado de Idaho. La carretera inicia en el sur desde la US 95     en Grangeville hacia el norte en la US 12     en Kooskia. La carretera tiene una longitud de 42,5 km (26.39 mi).

## Mantenimiento
Al igual que las autopistas interestatales, y las rutas federales y el resto de carreteras estatales, la Carretera Estatal de Idaho 13 es administrada y mantenida por el Departamento de Transporte de Idaho por sus siglas en inglés ITD.